# Deuteron
Als Deuteron (von altgriechisch δεύτερον deuteron, „das Zweite“) wird der Atomkern des Deuteriums („Schweren Wasserstoffs“) bezeichnet. Sein Symbol ist d oder auch 2H+. Er besteht aus einem Proton und einem Neutron.
Deuteronen spielen eine Rolle bei Kernfusionsreaktionen in Sternen. Sie treten als Zwischenprodukt bei der Proton-Proton-Reaktion auf:
{\displaystyle \mathrm {p+p\rightarrow d+e^{+}+\nu _{e}+0{,}42\ MeV} }
Zwei Protonen fusionieren zu einem Deuteron. Dabei werden ein Positron, ein Elektron-Neutrino und Energie freigesetzt.
Auch als Brennstoff zukünftiger Fusionsreaktoren werden Deuteronen benötigt.
Eine gemeinsame Bezeichnung für die Kationen der Wasserstoffisotope (Proton, Deuteron und Triton) ist Hydron.

## Kernphysikalische Eigenschaften

### Bindungsenergie
Die Bindungsenergie des Deuterons beträgt 2,225 MeV. Dies ist ein vergleichsweise niedriger Wert; bei stabilen Kernen sind normalerweise ca. 8 MeV zur Herauslösung eines Nukleons erforderlich. Der Kernphotoeffekt (Herauslösen eines Nukleons durch ein Photon) tritt beim Deuteron schon bei 2,23 MeV Photonenenergie auf.
Anders als bei den allermeisten Atomkernen, existieren beim Deuteron keine gebundenen angeregten Energieniveaus.

### Spin und Parität
Aus Hyperfeinstrukturbeobachtungen lässt sich der Kernspin {\displaystyle J=1} (Triplett) bestimmen. Die Parität {\displaystyle P} ist positiv. Dies lässt sich einfach erklären: Im niedrigsten Zustand haben Proton und Neutron die Bahndrehimpulsquantenzahl {\displaystyle L=0} (s-Zustand), und die Kernkraft zwischen zwei Nukleonen ist größer, wenn ihre Spins parallel sind. Damit addieren sich die Spins vom Proton und Neutron zu 1 (Spin-Triplett).

### Isospin
Aufgrund des Pauli-Prinzip können zwei Protonen oder zwei Neutronen keinen Zustand mit Bahndrehimpuls 0 und parallelen Spins bilden. Daher gibt es zum Deuteron keine analogen Diproton- und Dineutron-Zustände. Das Deuteron ist demgemäß ein Isospin-Singulett ({\displaystyle I=0}). 

### Wellenfunktion im Ortsraum
Da das Deuteron das einfachste gebundene Nukleonensystem ist, wird es gerne zur Analyse der Nukleon-Nukleon-Wechselwirkung betrachtet.
Die Quantenzahlen {\textstyle J^{P}=1^{+}} sind die, die man für einen 3S1-Zustand (Bahndrehimpuls L = 0; Gesamtspin S = 1; Gesamtdrehimpuls J = 1) erwartet. Ein solcher Zustand wäre kugelsymmetrisch, das elektrische Quadrupolmoment müsste dann Null sein und das magnetische Dipolmoment die Summe der Momente von Proton und Neutron {\textstyle \mu _{\mathrm {p} }+\mu _{\mathrm {n} }=2{,}793\ \mu _{\mathrm {N} }-1{,}913\ \mu _{\mathrm {N} }=0{,}880\ \mu _{\mathrm {N} }}.
Tatsächlich aber weicht das elektrische Quadrupolmoment  mit {\displaystyle Q=0{,}282\,\,e\cdot \mathrm {fm} ^{2}} von Null ab, und auch das magnetische Moment ist mit {\textstyle 0,857\ \mu _{\mathrm {N} }} geringfügig anders. Daraus folgt, dass es eine Beimischung eines anderen Zustands mit {\displaystyle L\neq 0} geben muss. Der einzige andere mögliche Zustand mit den gleichen Quantenzahlen {\textstyle J^{P}=1^{+}} ist 3D1 (L = 2). Aus den gemessenen Momenten ergibt sich
{\displaystyle |\psi _{\mathrm {d} }\rangle =0{,}98\cdot |^{3}\mathrm {S} _{1}\rangle +0{,}2\cdot |^{3}\mathrm {D} _{1}\rangle ={\sqrt {p_{\mathrm {S} }}}\cdot |^{3}\mathrm {S} _{1}\rangle +{\sqrt {p_{\mathrm {D} }}}\cdot |^{3}\mathrm {D} _{1}\rangle .}
Das heißt, der D-Wellenzustand geht mit einer Wahrscheinlichkeit {\displaystyle p_{\mathrm {D} }} von 4 % ein. Ein solcher Mischzustand ist nur möglich, weil die Kernkraft keine reine Zentralkraft ist, sondern eine Tensorkomponente hat. Der positive Wert des elektrischen Quadrupolmoments entspricht einem prolaten, also in die Länge gezogenen Rotationsellipsoid.

### Gesamtwellenfunktion
Die Gesamtwellenfunktion setzt sich als Produkt der Wellenfunktionen im Ortsraum, Spinraum und Isospinraum zusammen und muss, da es sich um Fermionen handelt, antisymmetrisch bei Vertauschung der Nukleonen sein. Der Ortsraumanteil ist symmetrisch (geradzahliges L). Beim Isospin liegt ein Singulett vor (antisymmetrisch), beim Spin ein Triplett (symmetrisch).

## Kernreaktionen mit Deuteronen
Die durchschnittliche Bindungsenergie eines Nukleons in einem Atomkern beträgt typischerweise etwa 8 MeV. Beim Deuteron aber ist die Bindungsenergie deutlich geringer. Das erklärt, warum sich mit Deuteronen, die in einem Teilchenbeschleuniger auf eine kinetische Energie von wenigen MeV gebracht wurden und dadurch die Coulombbarriere überwinden können, leicht Kernreaktionen der Typen (d,n) und (d,p) (Strippingreaktionen) sowie (d,np) (Deuteronen„aufbruch“) auslösen lassen. Darauf beruhen verschiedene Neutronenquellen, beispielsweise auch die geplante hochintensive Quelle IFMIF.
Die Reaktion
{\displaystyle {}^{3}\mathrm {H} +{}^{2}\mathrm {H} \,\rightarrow \,{}^{4}\mathrm {He} +{}\mathrm {n} +17{,}6\,\mathrm {MeV} }
in Form eines thermonuklearen Prozesses wirkt in manchen Kernwaffen als Neutronen- und Energiequelle und soll in kontrollierter Weise in zukünftigen Fusionsreaktoren Nutzenergie liefern.
Zu Beginn der Sternentstehung und in Braunen Zwergen ist das Deuteriumbrennen, d. h. die Fusion von Deuteronen untereinander oder mit Protonen, die erste bzw. einzige Fusionsreaktion, die stattfindet, weil sie bei vergleichsweise niedriger Temperatur im Megakelvin-Bereich einsetzen kann.